# Подбельский, Вадим Валериевич
Вадим Валериевич Подбельский (22 сентября 1937, СССР — 7 июля 2021, Москва, РФ) — советский и российский программист, автор книг и учебных пособий по языкам программирования, исследователь в области компьютерных наук, ординарный профессор факультета компьютерных наук ВШЭ.

## Образование
В 1964 году с отличием окончил Московский инженерно-физический институт по специальности «Вычислительные машины». В 1973 году защитил кандидатскую диссертацию «Исследование и реализация возможностей численных методов чебышевского приближения для оптимизации гарантированного запаса качества проектируемых систем», в 1989 году — докторскую диссертацию «Автоматизация вычислительных экспериментов с математическими моделями при решении задач функционального проектирования».

## Преподавание
Преподавал программирование, автоматизацию проектирования, объектно-ориентированное программирование. Автор многих учебников и учебных пособий по различным языкам программирования.
С 1972 года — сотрудник факультета прикладной математики МИЭМ по кафедре кибернетики, затем по кафедре математического обеспечения систем обработки информации и управления.
С 1992 года — профессор кафедры «Информационные технологии» МАТИ.
С 2004 года — профессор кафедры информационных ресурсов РГГУ.
С 2006 года — профессор кафедры «Управление разработкой программного обеспечения» отделения «Программная инженерия» факультета бизнес-информатики ВШЭ.
С 2014 года до конца жизни — сотрудник факультета компьютерных наук НИУ ВШЭ, ординарный профессор. Во время работы на факультете компьютерных наук написал ряд учебников по языкам программирования Си, C#, XAML. Лучший преподаватель НИУ ВШЭ 2015 года

## Научная деятельность
Научная специализация — математическое и программное обеспечение систем автоматизации проектирования и компьютерных сетей. Автор более 160 научных работ. Учебники Подбельского В.В. используются в учебных программах различных вузов , , , . В 1992 году получил звание профессора.
В разные годы работал в Институте проблем управления АН СССР (моделирование бортовых систем космических ракет), Всесоюзном НИИ документоведения и архивного дела (исследование принципов и средств построения информационно-поисковых систем), научно-исследовательском центре электронной вычислительной техники (разработка процессов и алгоритмов проектирования цифровой аппаратуры), Всесоюзном НИИ радиотехники (моделирование радиосистем и автоматизация проектирования электронных узлов).
Был членом учёного совета Республиканского государственного исследовательского научно-консультационного центра экспертизы (РИНКЦЭ) министерства промышленности, науки и технологий и министерства образования РФ; членом учёного совета МИЭМ по присуждению кандидатских и докторских степеней.